# Акбердина, Виктория Викторовна
Викто́рия Ви́кторовна Акбердина (род. 27 февраля 1978) — российский экономист, специалист в области экономико-технологического и регионального развития. Доктор экономических наук (2010), профессор РАН (2015), член-корреспондент РАН c 15 ноября 2019 года по Отделению общественных наук (региональная экономика).

## Биография
Окончила экономический факультет УрГУ им. А. М. Горького по специальности «Экономическая теория» (2000), в студенческие годы работала бухгалтером ООО «НВ-Сервис». В 2000-2002 годах — младший научный сотрудник, затем заместитель директора по науке ОАО «НИИ оргпром», одновременно — ассистент кафедры теории и практики менеджмента УрГУ. Защитила кандидатскую диссертацию «Разработка механизма прогнозирования и подготовки управленческих решений на промышленных предприятиях» (2002) и докторскую диссертацию «Методология исследования процессов формирования и развития экономико-технологической реальности в промышленности» (2010). Директор АНО «Научно-методический Центр экономики машиностроения» (2002-2009), доцент кафедры теории и практики менеджмента (2002-2011). С 2009 года — старший научный сотрудник, заведующая сектором экономических проблем отраслевых рынков (2011-2013), заведующая отделом региональной промышленной политики и экономической безопасности (с 2013), заместитель директора по научной работе Института экономики УрО РАН (с 2019).
Профессор, заведующая кафедрой теории управления и инноваций Уральского федерального университета имени первого Президента России Б. Н. Ельцина (2011-2017), профессор кафедры региональной экономики, инновационного предпринимательства и безопасности Уральского федерального университета имени первого Президента России Б. Н. Ельцина (с 2018), руководитель магистерской программы «Управление эффективностью бизнеса» по направлению «Менеджмент». Член диссертационных советов при Институте экономики УрО РАН и УрФУ, заместитель председателя общественного совета при Министерстве промышленности и науки Свердловской области, член комитета по энергетике Свердловского областного Союза промышленников и предпринимателей, действительный член Международной академии наук экологии, безопасности человека и природы по секции «Экономика и право».
Автор и соавтор более 200 научных работ, из них 6 монографий, и одного авторского свидетельства.

## Научная деятельность
Основные научные результаты: развиты теоретические положения в области исследования экономико-технологического развития в промышленности на региональном уровне; разработана методология исследования экономико-технологического развития в промышленности региона, включая принципы и алгоритм нелинейного моделирования инновационной динамики региона; разработан математический комплекс явления «инновационный резонанс» промышленной системы; разработана и обоснована теоретическая концепция мультисубъектной промышленной политики на уровне региона на основе резонансных эффектов в условиях новой индустриализации; формализовано взаимодействие между государством и бизнесом на основе теории игр; формализованы мотивационные потенциалы основных субъектах групп; обоснована методология исследования структурных изменений региональных отраслевых рынков в условиях формирования сетевого промышленного комплекса; разработана система управляющих воздействий на структурные параметры развития региональной промышленности; разработана методика определения стадий структурных изменений отраслевых рынков в условиях цифровой экономики.